# Villa Fragonard
Villa Fragonard è una storica residenza della città di Grassa in Provenza.

## Storia
La villa venne eretta nella seconda metà del XVII secolo; le scale, decorate da pitture murali, sono invece il risultato di una campagna di costruzione svoltasi nell'ultimo quarto del XVIII secolo. 
La villa è stata la dimora del pittore Jean-Honoré Fragonard, del quale porta il nome. Divenne in seguito proprietà della famiglia de Blic, che ne fece infine dono al comune di Grassa nel XX secolo.
Il vano scale è classificato nei monumenti storici dal 6 marzo 1989, mentre il resto dell'edificio vi è iscritto dal 14 dicembre 1989.
Tre sale del pianterreno ospitano una collezione di opere di Fragonard.

## Galleria d'immagini

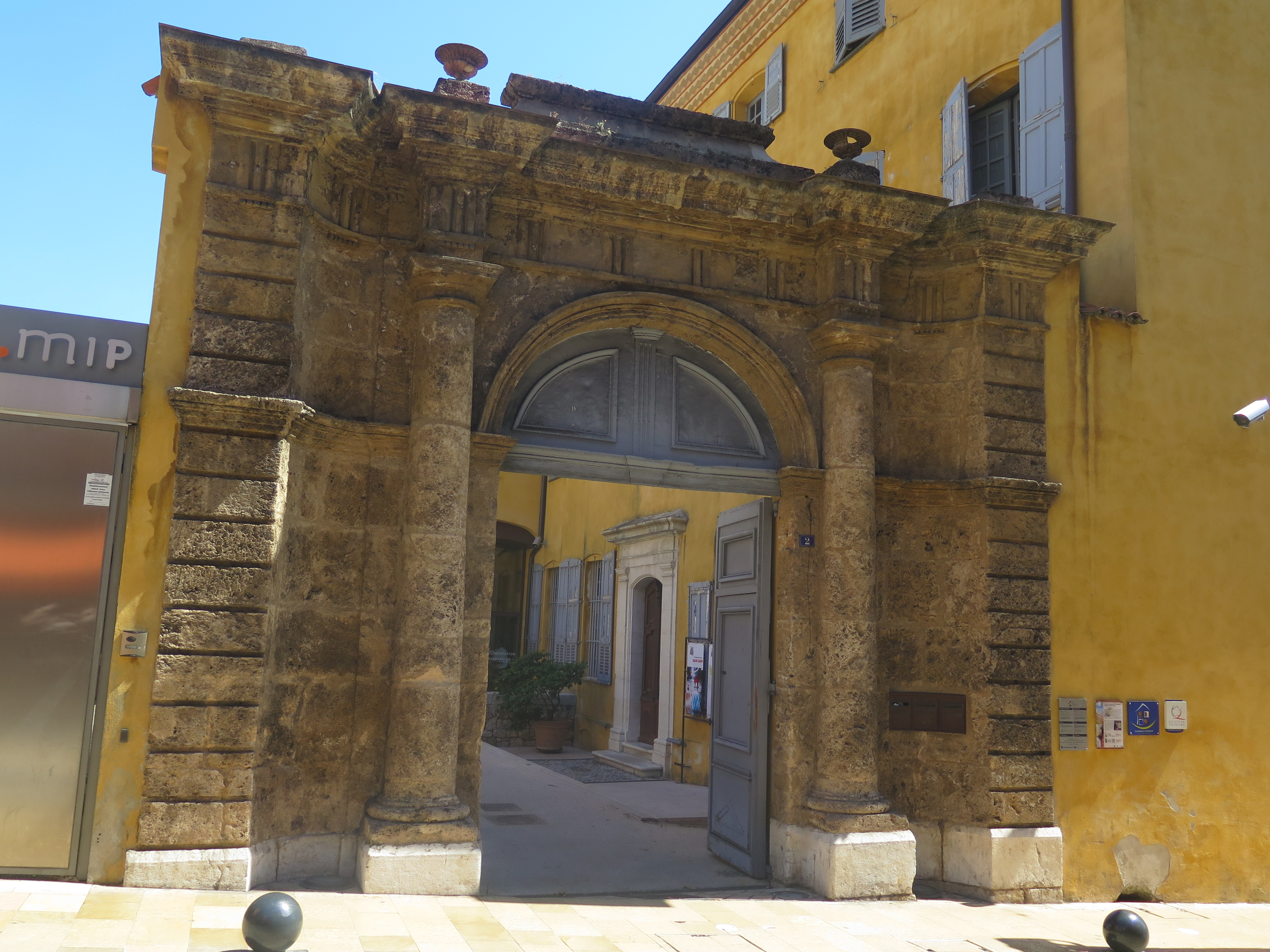
Portale d'accesso
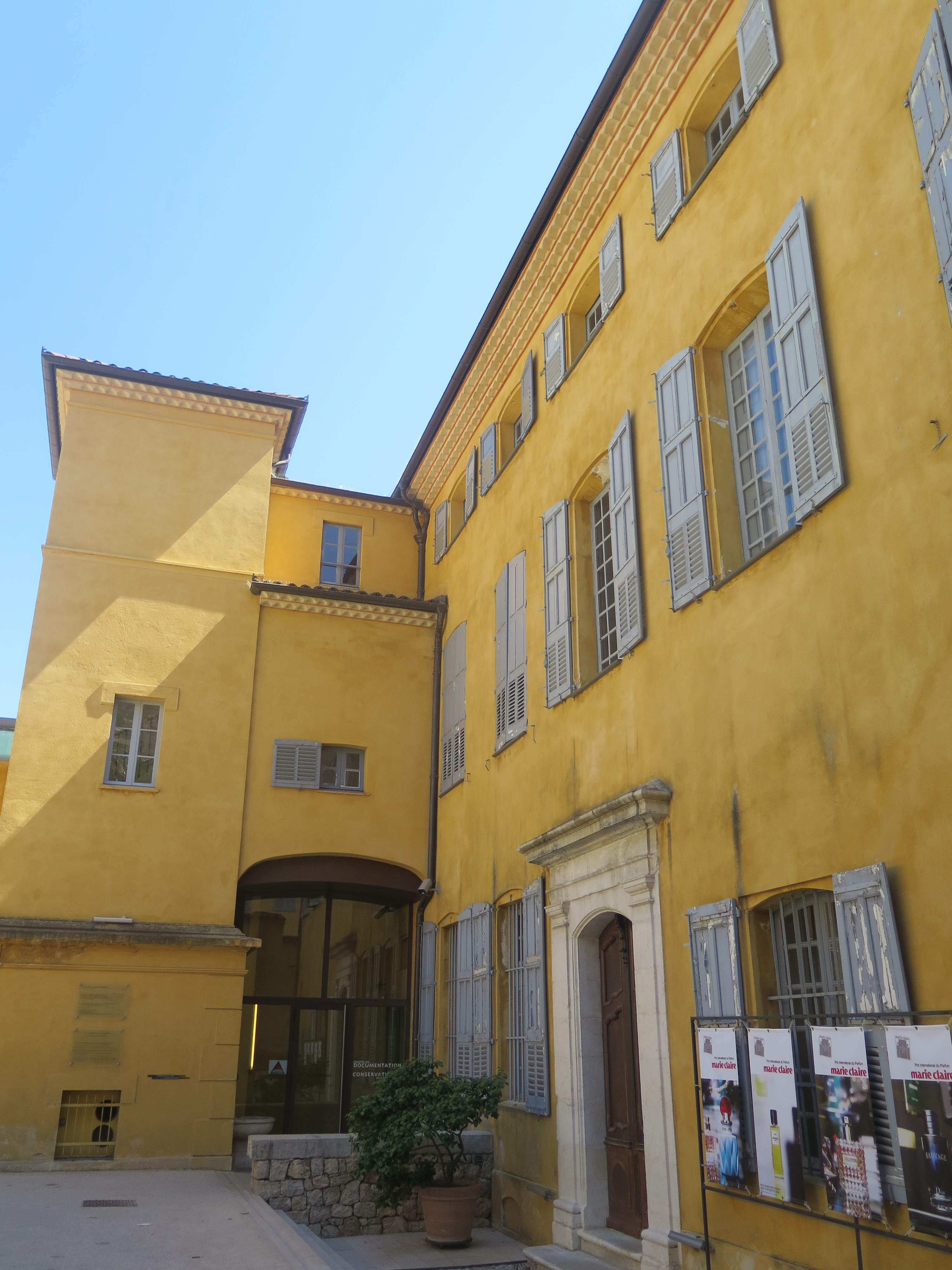
Ingresso
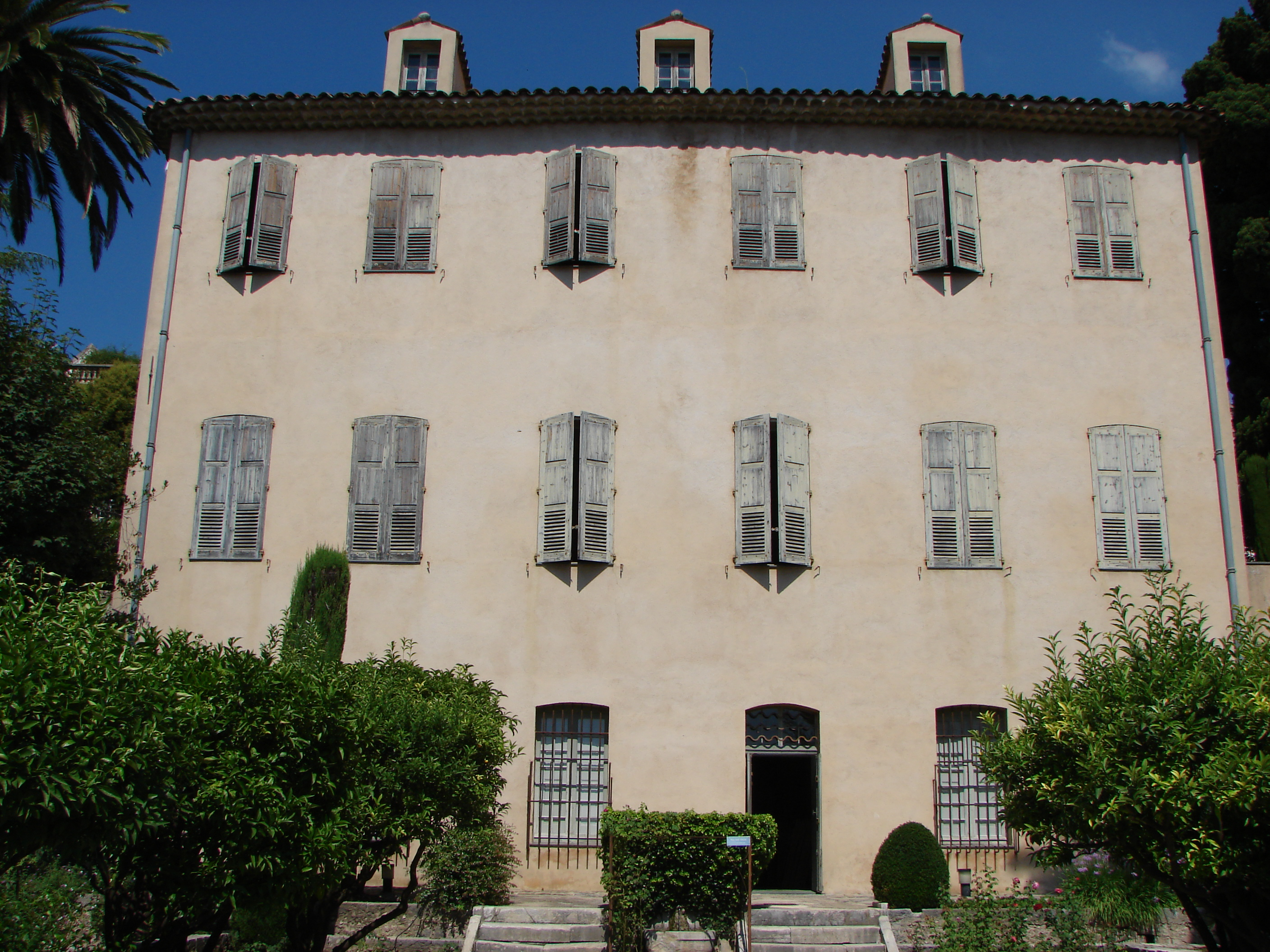
La facciata sul giardino